# 邦达养璧
邦达养璧（藏語：སྤོམ་མདའ་ཚང་ཡར་འཕེལ，威利转写：spom mdav tshang yar vphel；1898年7月1日—1968年）汉名罗绍亭，藏族，昌都宁静县（今西藏芒康县）人，西藏商人，邦达昌重要人物。

## 生平
1898年7月1日，邦达养璧出生于昌都宁静县（今西藏芒康县），在兄弟中为老大，二弟为邦达饶嘎，三弟为邦达多吉。其父不尼江是西康省商号“邦达昌”的业主，青年时曾为西藏一位贵族的侍从，后来转而经商。清朝宣统二年（1910年）到民国元年（1912年）间，清朝派川军进驻拉萨。十三世达赖于1910年因此而逃往英属印度。十三世达赖在印度期间，不尼江积极供应其饮食及旅行费用。1912年十三世达赖回到西藏后，将不尼江封为村巴（五品官），并予其不受普通法令限制的经商特权。不尼江遂借此垄断了羊毛和黄金的出口，以及噶厦的军火采购等，成为西藏首屈一指的大商人。
不尼江逝世后，邦达养璧子承父业。邦达养璧精通英语，并略懂汉语，在拉萨主持“邦达昌”的业务，其二弟邦达饶嘎常驻印度噶伦堡，负责进出口业务；其三弟邦达多吉常驻昌都，主管和国外以及中国内地的商品周转及土畜产品的收购工作。 1930年代，“邦达昌”主营粮油、副食品、茶叶、畜产品、西药、地产药材、日用工业品的批发。
在五世热振活佛摄政的藏历木狗年至铁龙年（1934年至1940年）间，邦达养璧任西藏噶厦的列村巴（五品官），任内经常斥巨资布施大昭寺、哲蚌寺、色拉寺，以在政治上获得宗教势力的支持。1934年，因其弟邦达多吉被噶厦指控为“叛藏投康”，噶厦派兵包围了邦达养璧的住宅准备抄家，幸获色拉寺颇章喀活佛以及僧众的援助，并同噶厦疏通，才保全了邦达养璧的家财。
1939年，邦达养璧升为仁希（四品官）。抗日战争爆发后，因日本切断中国大后方的海运，导致中国西南部商品匮乏。邦达养璧乃开辟了从印度经西藏到四川和云南、全靠骡马运输的陆路交通线。1941年，邦达养璧仅在拉萨的流动资金便已达到70.91万两藏银。1942年，邦达养璧任卓木基巧（亚东总管），並兼任亚东宗本和商务专员，在康定创立康藏贸易股份有限公司。同年7月，在理塘创建“邦达昌”临时总号。
1943年，邦达养璧派仲麦·格桑扎西（后来曾任昌都地区政协副秘书长）参与重庆金融市场组织，了解每日美元、黄金、公债行情，不时买入外汇，汇到印度购买中国大后方需要的商品。1943年到1946年，共有1,000多万卢比汇往印度邦达昌总号。
1950年，由于弟弟邦达多吉出任昌都地区人民解放委员会副主任，噶厦将邦达养璧以亲汉嫌疑免去官职。1952年，邦达养璧自亚东回到拉萨，同年底被噶厦任命为驻印度噶伦堡商务总办兼亚东商务总管。任内，他曾以十四世达赖的名义从印度购买汽油，供应进入西藏的中国人民解放军。1953年，担任西藏工商代表团团长，出席了中华全国工商业联合会会议，并在中国内地四处参观。1954年夏，先后辞去了在亚东、噶伦堡的职务。同年冬，被任命为驻噶伦堡商务代理。同年，邦达养璧捐出2,000秤藏银，以收容乞丐并用于社会救济。
1955年，邦达养璧回到拉萨。同年，他准备将此前200余户商人共同所有的经营羊毛所得利润30多万盾卢比全部用于购买物资，捐献给拉萨小学及拉萨人民医院等单位，乃将此提议呈报西藏噶厦。此后，他获知功德林寺扎萨威萨坚赞、孜本朗色林·班觉久美、达札扎萨丹巴塔钦等三人向噶厦提出，应将捐款交给“人民会议”代表组织的“献金会”作为基金。为此他十分不满，遂向噶厦声明这笔资金不捐给“献金会”。
1956年4月到1957年8月，邦达养璧任西藏自治区筹备委员会工商处处长。1958年2月初，因身体欠佳、赴萨迦寺修缮大经堂、庄园收入等事宜，故向西藏自治区筹备委员会请假一年，1959年2月，邦达养璧假满将回拉萨之时，突然获悉拉萨发生骚乱，乃于1959年3月18日逃到印度。在印度，邦达养璧听说西藏平息叛乱，并开始民主改革，对未叛领主及上层人士的财产予以保护。为此，邦达养璧借赴瑞士治病为由，自印度加尔各答经瑞士、伦敦到达香港，经国务院总理周恩来关心，于1964年8月4日携妻白玛卓嘎、子次登多吉及随行人员扎西顿珠抵达北京。1965年，出任西藏自治区政协副主席。文化大革命爆发后，邦达养璧遭到冲击，
1968年，邦达养璧病逝，享年70岁。